# Llista d'asteroides/87101–87200
| Nom     | Designació provisional | Data de descobriment | Lloc de descobriment | Descobridor/s   |
| ------- | ---------------------- | -------------------- | -------------------- | --------------- |
| 87101 - | 2000 LD17              | 4 de juny, 2000      | Socorro              | LINEAR          |
| 87102 - | 2000 LT17              | 8 de juny, 2000      | Socorro              | LINEAR          |
| 87103 - | 2000 LX17              | 8 de juny, 2000      | Socorro              | LINEAR          |
| 87104 - | 2000 LH18              | 8 de juny, 2000      | Socorro              | LINEAR          |
| 87105 - | 2000 LX18              | 8 de juny, 2000      | Socorro              | LINEAR          |
| 87106 - | 2000 LZ18              | 8 de juny, 2000      | Socorro              | LINEAR          |
| 87107 - | 2000 LD20              | 8 de juny, 2000      | Socorro              | LINEAR          |
| 87108 - | 2000 LU20              | 8 de juny, 2000      | Socorro              | LINEAR          |
| 87109 - | 2000 LA21              | 8 de juny, 2000      | Socorro              | LINEAR          |
| 87110 - | 2000 LW21              | 8 de juny, 2000      | Socorro              | LINEAR          |
| 87111 - | 2000 LJ23              | 3 de juny, 2000      | Anderson Mesa        | LONEOS          |
| 87112 - | 2000 LB25              | 1 de juny, 2000      | Socorro              | LINEAR          |
| 87113 - | 2000 LN25              | 7 de juny, 2000      | Socorro              | LINEAR          |
| 87114 - | 2000 LS27              | 6 de juny, 2000      | Anderson Mesa        | LONEOS          |
| 87115 - | 2000 LR28              | 9 de juny, 2000      | Anderson Mesa        | LONEOS          |
| 87116 - | 2000 LQ30              | 9 de juny, 2000      | Anderson Mesa        | LONEOS          |
| 87117 - | 2000 LJ32              | 5 de juny, 2000      | Anderson Mesa        | LONEOS          |
| 87118 - | 2000 LB34              | 3 de juny, 2000      | Haleakala            | NEAT            |
| 87119 - | 2000 LC34              | 3 de juny, 2000      | Kitt Peak            | Spacewatch      |
| 87120 - | 2000 LO34              | 3 de juny, 2000      | Anderson Mesa        | LONEOS          |
| 87121 - | 2000 LG35              | 1 de juny, 2000      | Haleakala            | NEAT            |
| 87122 - | 2000 LB36              | 1 de juny, 2000      | Haleakala            | NEAT            |
| 87123 - | 2000 MO1               | 25 de juny, 2000     | Farpoint             | Farpoint        |
| 87124 - | 2000 MQ1               | 26 de juny, 2000     | Reedy Creek          | J. Broughton    |
| 87125 - | 2000 MS1               | 25 de juny, 2000     | Prescott             | P. G. Comba     |
| 87126 - | 2000 MF4               | 24 de juny, 2000     | Socorro              | LINEAR          |
| 87127 - | 2000 MM4               | 25 de juny, 2000     | Socorro              | LINEAR          |
| 87128 - | 2000 MR4               | 25 de juny, 2000     | Socorro              | LINEAR          |
| 87129 - | 2000 MB5               | 26 de juny, 2000     | Socorro              | LINEAR          |
| 87130 - | 2000 NE                | 1 de juliol, 2000    | Prescott             | P. G. Comba     |
| 87131 - | 2000 NU1               | 4 de juliol, 2000    | Kitt Peak            | Spacewatch      |
| 87132 - | 2000 NO4               | 3 de juliol, 2000    | Kitt Peak            | Spacewatch      |
| 87133 - | 2000 NY4               | 7 de juliol, 2000    | Socorro              | LINEAR          |
| 87134 - | 2000 NS5               | 8 de juliol, 2000    | Socorro              | LINEAR          |
| 87135 - | 2000 NU5               | 8 de juliol, 2000    | Socorro              | LINEAR          |
| 87136 - | 2000 NU6               | 4 de juliol, 2000    | Kitt Peak            | Spacewatch      |
| 87137 - | 2000 ND8               | 5 de juliol, 2000    | Kitt Peak            | Spacewatch      |
| 87138 - | 2000 NA11              | 10 de juliol, 2000   | Valinhos             | P. R. Holvorcem |
| 87139 - | 2000 ND12              | 5 de juliol, 2000    | Anderson Mesa        | LONEOS          |
| 87140 - | 2000 NZ12              | 5 de juliol, 2000    | Anderson Mesa        | LONEOS          |
| 87141 - | 2000 ND13              | 5 de juliol, 2000    | Anderson Mesa        | LONEOS          |
| 87142 - | 2000 NL13              | 5 de juliol, 2000    | Anderson Mesa        | LONEOS          |
| 87143 - | 2000 NQ14              | 5 de juliol, 2000    | Anderson Mesa        | LONEOS          |
| 87144 - | 2000 NT14              | 5 de juliol, 2000    | Anderson Mesa        | LONEOS          |
| 87145 - | 2000 NC15              | 5 de juliol, 2000    | Anderson Mesa        | LONEOS          |
| 87146 - | 2000 NG16              | 5 de juliol, 2000    | Anderson Mesa        | LONEOS          |
| 87147 - | 2000 NM16              | 5 de juliol, 2000    | Anderson Mesa        | LONEOS          |
| 87148 - | 2000 NH17              | 5 de juliol, 2000    | Anderson Mesa        | LONEOS          |
| 87149 - | 2000 NS18              | 5 de juliol, 2000    | Anderson Mesa        | LONEOS          |
| 87150 - | 2000 NW18              | 5 de juliol, 2000    | Anderson Mesa        | LONEOS          |
| 87151 - | 2000 NZ18              | 5 de juliol, 2000    | Anderson Mesa        | LONEOS          |
| 87152 - | 2000 NF20              | 6 de juliol, 2000    | Kitt Peak            | Spacewatch      |
| 87153 - | 2000 NR20              | 6 de juliol, 2000    | Kitt Peak            | Spacewatch      |
| 87154 - | 2000 NB21              | 6 de juliol, 2000    | Anderson Mesa        | LONEOS          |
| 87155 - | 2000 NF21              | 7 de juliol, 2000    | Anderson Mesa        | LONEOS          |
| 87156 - | 2000 NM21              | 7 de juliol, 2000    | Socorro              | LINEAR          |
| 87157 - | 2000 NK22              | 7 de juliol, 2000    | Anderson Mesa        | LONEOS          |
| 87158 - | 2000 NP22              | 7 de juliol, 2000    | Anderson Mesa        | LONEOS          |
| 87159 - | 2000 NH23              | 5 de juliol, 2000    | Kitt Peak            | Spacewatch      |
| 87160 - | 2000 NK24              | 4 de juliol, 2000    | Anderson Mesa        | LONEOS          |
| 87161 - | 2000 NY24              | 4 de juliol, 2000    | Anderson Mesa        | LONEOS          |
| 87162 - | 2000 NM25              | 4 de juliol, 2000    | Anderson Mesa        | LONEOS          |
| 87163 - | 2000 NN25              | 4 de juliol, 2000    | Anderson Mesa        | LONEOS          |
| 87164 - | 2000 NU25              | 4 de juliol, 2000    | Anderson Mesa        | LONEOS          |
| 87165 - | 2000 NF27              | 4 de juliol, 2000    | Anderson Mesa        | LONEOS          |
| 87166 - | 2000 NL28              | 3 de juliol, 2000    | Socorro              | LINEAR          |
| 87167 - | 2000 NQ28              | 2 de juliol, 2000    | Kitt Peak            | Spacewatch      |
| 87168 - | 2000 OW                | 24 de juliol, 2000   | Reedy Creek          | J. Broughton    |
| 87169 - | 2000 OP2               | 27 de juliol, 2000   | Črni Vrh             | Črni Vrh        |
| 87170 - | 2000 OS3               | 24 de juliol, 2000   | Socorro              | LINEAR          |
| 87171 - | 2000 OP4               | 24 de juliol, 2000   | Socorro              | LINEAR          |
| 87172 - | 2000 OR4               | 24 de juliol, 2000   | Socorro              | LINEAR          |
| 87173 - | 2000 OE5               | 24 de juliol, 2000   | Socorro              | LINEAR          |
| 87174 - | 2000 OF5               | 24 de juliol, 2000   | Socorro              | LINEAR          |
| 87175 - | 2000 OY5               | 24 de juliol, 2000   | Socorro              | LINEAR          |
| 87176 - | 2000 OZ5               | 24 de juliol, 2000   | Socorro              | LINEAR          |
| 87177 - | 2000 OJ6               | 29 de juliol, 2000   | Socorro              | LINEAR          |
| 87178 - | 2000 OZ6               | 28 de juliol, 2000   | Črni Vrh             | Črni Vrh        |
| 87179 - | 2000 ON7               | 30 de juliol, 2000   | Socorro              | LINEAR          |
| 87180 - | 2000 OT7               | 24 de juliol, 2000   | Socorro              | LINEAR          |
| 87181 - | 2000 OC8               | 30 de juliol, 2000   | Socorro              | LINEAR          |
| 87182 - | 2000 OB9               | 31 de juliol, 2000   | Socorro              | LINEAR          |
| 87183 - | 2000 OX9               | 23 de juliol, 2000   | Socorro              | LINEAR          |
| 87184 - | 2000 OC10              | 23 de juliol, 2000   | Socorro              | LINEAR          |
| 87185 - | 2000 OP12              | 23 de juliol, 2000   | Socorro              | LINEAR          |
| 87186 - | 2000 OG13              | 23 de juliol, 2000   | Socorro              | LINEAR          |
| 87187 - | 2000 OQ13              | 23 de juliol, 2000   | Socorro              | LINEAR          |
| 87188 - | 2000 OL14              | 23 de juliol, 2000   | Socorro              | LINEAR          |
| 87189 - | 2000 OM14              | 23 de juliol, 2000   | Socorro              | LINEAR          |
| 87190 - | 2000 OR14              | 23 de juliol, 2000   | Socorro              | LINEAR          |
| 87191 - | 2000 OM15              | 23 de juliol, 2000   | Socorro              | LINEAR          |
| 87192 - | 2000 OG17              | 23 de juliol, 2000   | Socorro              | LINEAR          |
| 87193 - | 2000 OS17              | 23 de juliol, 2000   | Socorro              | LINEAR          |
| 87194 - | 2000 OK18              | 23 de juliol, 2000   | Socorro              | LINEAR          |
| 87195 - | 2000 OW18              | 23 de juliol, 2000   | Socorro              | LINEAR          |
| 87196 - | 2000 OG20              | 30 de juliol, 2000   | Socorro              | LINEAR          |
| 87197 - | 2000 OE22              | 30 de juliol, 2000   | Socorro              | LINEAR          |
| 87198 - | 2000 OQ22              | 31 de juliol, 2000   | Socorro              | LINEAR          |
| 87199 - | 2000 OD24              | 23 de juliol, 2000   | Socorro              | LINEAR          |
| 87200 - | 2000 OV24              | 23 de juliol, 2000   | Socorro              | LINEAR          |